# R. Udayagiri
R. Udayagiri es una ciudad censal situada en el distrito de Gajapati en el estado de Odisha (India). Su población es de 4851 habitantes (2011). Se encuentra a 239 km de Bhubaneswar.

## Demografía
Según el censo de 2011 la población de R. Udayagiri era de 4851 habitantes, de los cuales 2428 eran hombres y 2423 eran mujeres. R. Udayagiri tiene una tasa media de alfabetización del 73,41%, superior a la media estatal del 72,87%: la alfabetización masculina es del 83,51%, y la alfabetización femenina del 64,39%.